# Billaea plaumanni
Billaea plaumanni är en tvåvingeart som beskrevs av Guimaraes 1977. Billaea plaumanni ingår i släktet Billaea och familjen parasitflugor. Inga underarter finns listade i Catalogue of Life.